# Калиновка (Конотопский городской совет)
Кали́новка (укр. Калинівка; до 2016 г. Комсомо́льская Комму́на) — село в Подлипненском сельском совете Конотопского городского совета Сумской области Украины.
Код КОАТУУ — 5910490502. Население по переписи 2001 года составляло 531 человек.

## Географическое положение
Село Калиновка находится на левом берегу реки Езуч,
выше по течению на расстоянии в 1,5 км расположено село Лобковка,
ниже по течению на расстоянии в 2 км расположен город Конотоп.
Рядом проходят автомобильная дорога Р-61 и
железная дорога, станции Калиновка и Железобетонный.
К селу примыкает большой массив садовых участков.

## История
- В июне 1929 года в селе была организована комсомольская коммуна имени 10-летия ВЛКСМ.
- 17 марта 2016 года в рамках декоммунизации Верховная Рада Украины переименовала село Комсомольская Коммуна в Калиновку.

## Экономика
- Птице-товарная ферма.